# Hertha Marks Ayrton

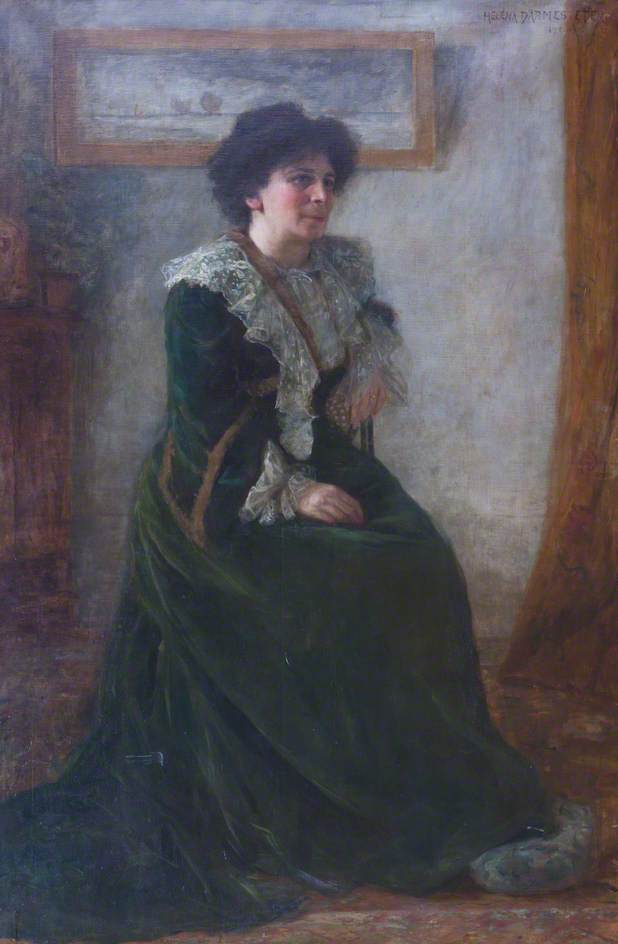
Hertha Marks Ayrton

Hertha Marks Ayrton, geboren als Phoebe Sarah Marks, (* 28. April 1854, Portsea in Portsmouth; † 26. August 1923 in Lancing) war eine englische Mathematikerin und Elektroingenieurin. Sie war das erste weibliche Mitglied der englischen Vereinigung der Elektroingenieure und erste Empfängerin der Hughes-Medaille.

## Leben
Phoebe Marks stammte aus einer jüdischen Immigrantenfamilie aus Polen. Sie studierte von 1874 bis 1880 am Girton College Mathematik und arbeitete in den Folgejahren als Lehrerin für Mathematik. 1884 erfand sie ein Aufzeichnungsgerät für den Pulsschlag und ein mechanisches Gerät zur Teilung einer Linie in gleich lange Teile, das Anwendung im Bereich der Bautechnik fand. 1885 heiratete sie den britischen Physiker William Edward Ayrton.
1893 begann sie gemeinsam mit ihrem Mann mit experimentellen Arbeiten zum elektrischen Lichtbogen. Es folgten in den Jahren 1895 und 1896 mehrere Publikationen im The Electrican, die in den Folgejahren zu einem international akzeptierten Fachbuch zu dem Thema des elektrischen Lichtbogens zusammengefasst wurden. Im Jahr 1899 wurde sie als erste Frau Mitglied in der Institution of Electrical Engineers (IEE) und erhielt eine Auszeichnung für ihre Arbeiten zum Lichtbogen. Eine wissenschaftliche Publikation mit dem Titel The Mechanism of the Electric Arc  wurde 1902 von der Royal Society angenommen. Die damals übliche Verlesung der Publikation vor Mitgliedern der wissenschaftlichen Gesellschaft durfte sie jedoch nicht selbst vornehmen. Sie musste sich vom Physiker John Perry  vertreten lassen. Erst im Jahr 1905 konnte sie als erste Frau vor der Royal Society einen Vortrag halten, eine Mitgliedschaft blieb ihr in der Royal Society allerdings zeitlebens verwehrt.
Sie registrierte 26 Patente und wurde 1906 mit der Hughes-Medaille für ihre Arbeiten zum elektrischen Lichtbogen ausgezeichnet. Im Ersten Weltkrieg entwickelte sie ein Gerät zur Beseitigung von Giftgas, den so genannten Ayrton Fan, der auch nach dem Krieg in Bergwerken eingesetzt wurde. Sie setzte sich nach 1908, dem Tod ihres Mannes, politisch aktiv für das Frauenwahlrecht ein, das in England 1918 eingeführt wurde.

## Trivia
- Am 28. April 2016, zum 162. Geburtstag, würdigte Google Hertha Marks Ayrton mit einem eigenen Google Doodle.[3]